# Cardamine nepalensis
Cardamine nepalensis là một loài thực vật có hoa trong họ Cải. Loài này được N.Kurosaki & H.Ohba mô tả khoa học đầu tiên năm 1989.